# Chromis dimidiata
Chromis dimidiata es una especie de peces de la familia Pomacentridae en el orden de los Perciformes.

## Morfología
Los machos pueden llegar alcanzar los 9 cm de longitud total.

## Hábitat
Es un pez de mar.

## Distribución geográfica
Se encuentra en el Mar Rojo, Kenia, Tanzania, Sudáfrica, Mauricio, Reunión, Maldivas,  Sri Lanka, Mar de Andaman, Tailandia, Isla de Navidad y Guam.

## Galería de imágenes

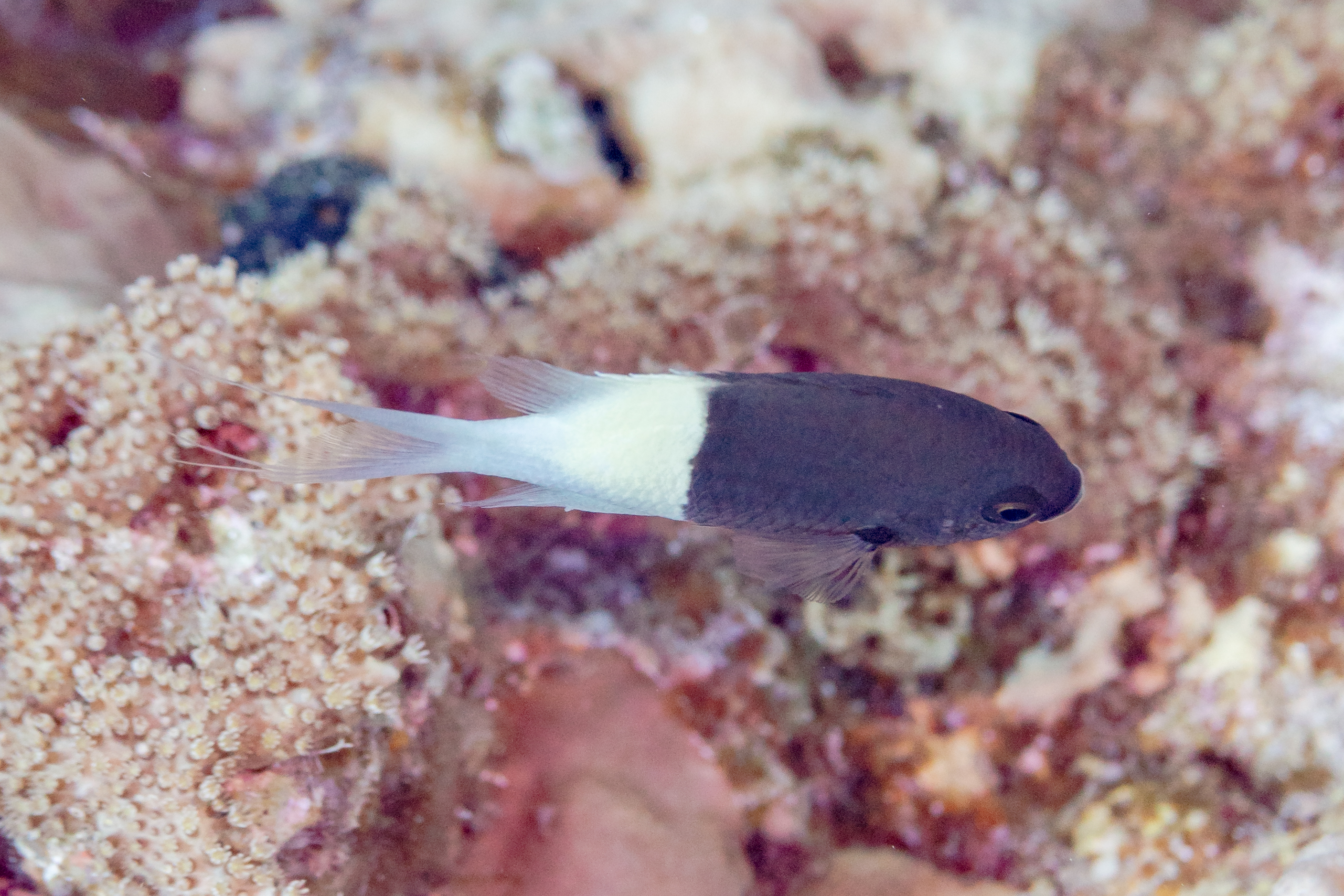
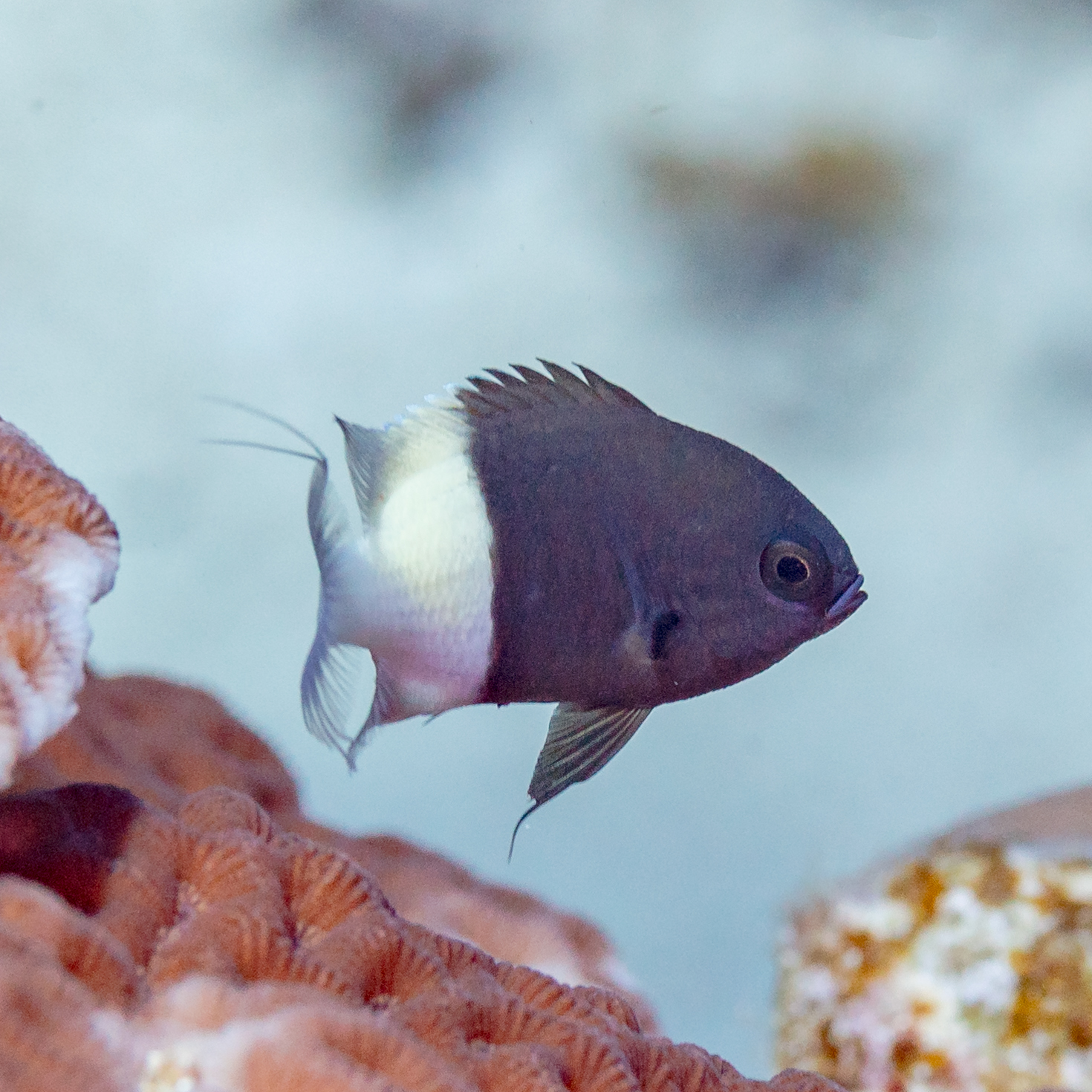
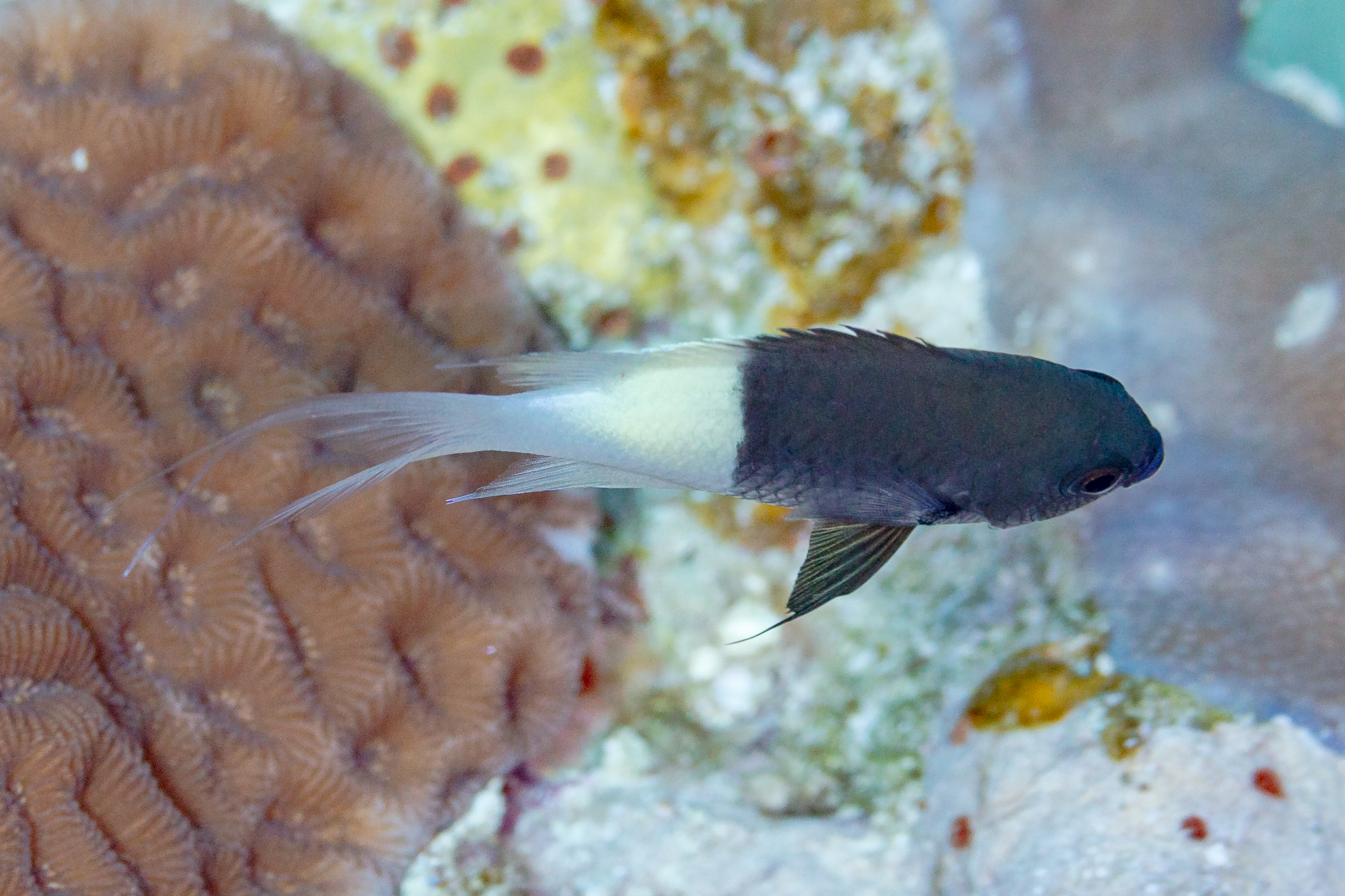
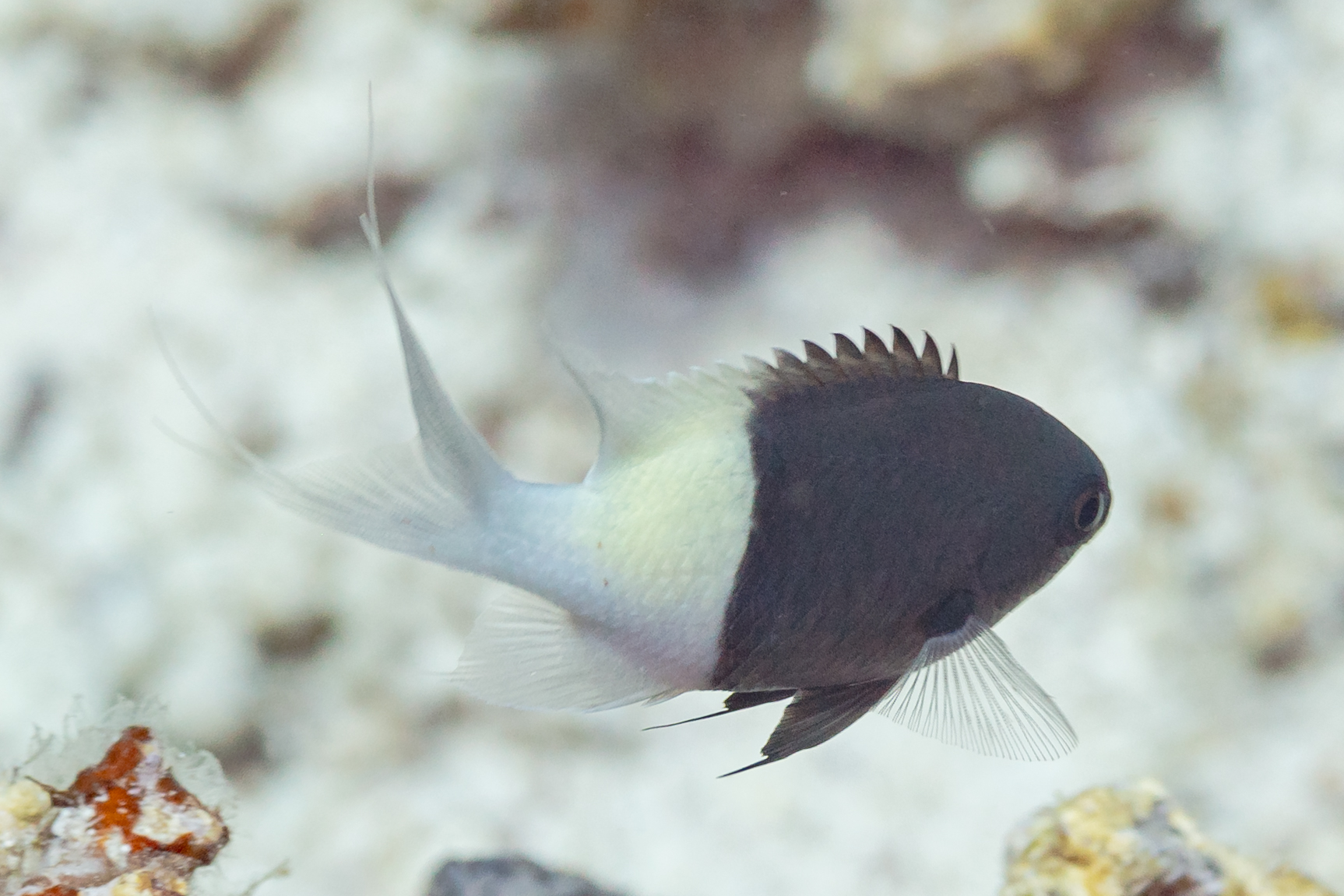
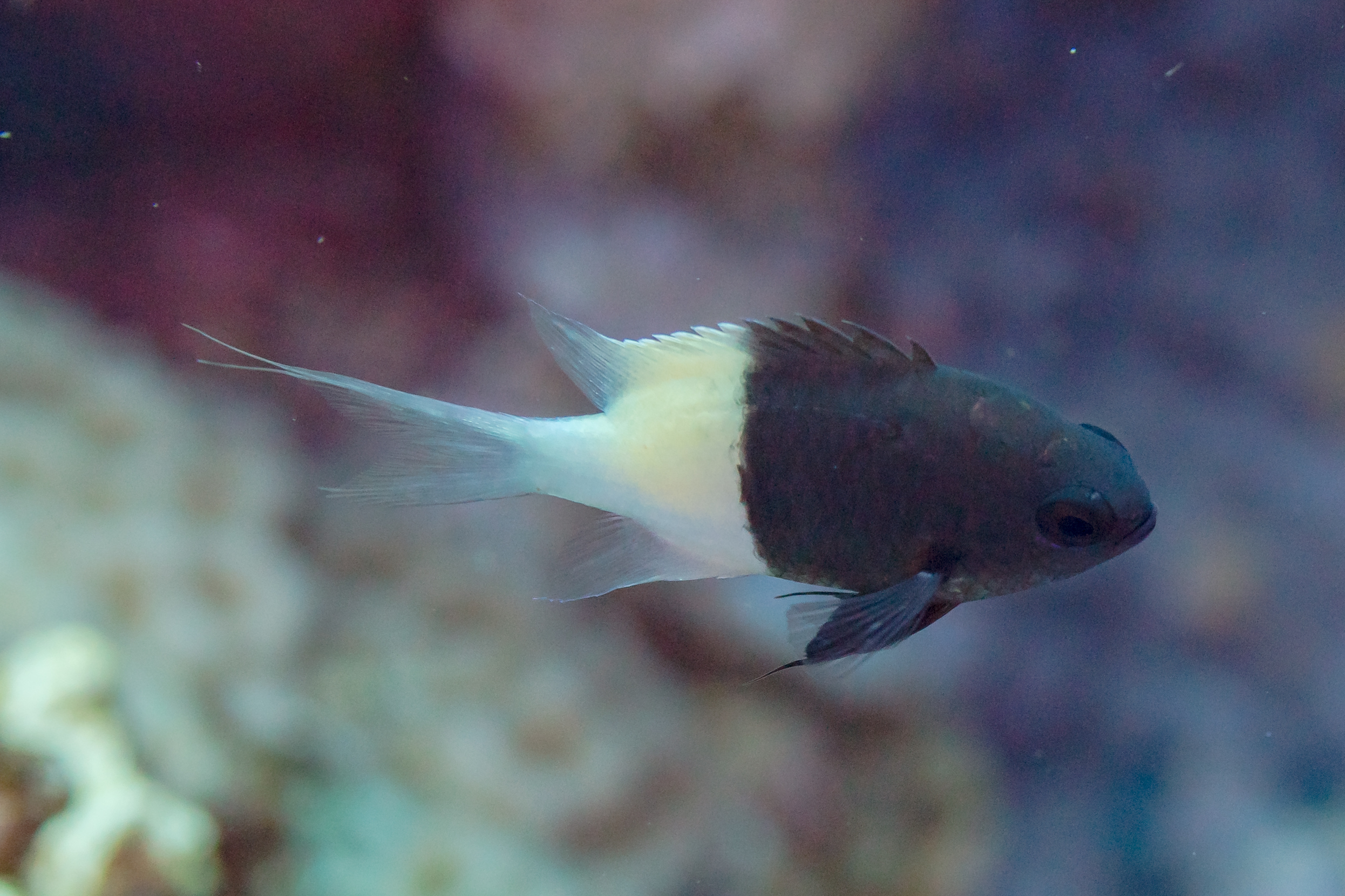